# Кто-то следит за мной
«Кто-то наблюдает за мной» (англ. Someone’s Watching Me!, также «Кто-то следит за мной») — американский телевизионный триллер 1978 года сценариста и режиссёра Джона Карпентера.

## Сюжет
Молодая и очень активная женщина режиссёр телепередач Ли Майклз переезжает в Лос-Анджелес, где покупает квартиру в многоэтажном доме и устраивается по специальности на местном телевидении. Однако со временем она начинает медленно сходить с ума, так как человек из многоэтажки напротив внимательно следит за её жизнью из своего окна. Полиция не воспринимает её жалобы и просьбы о помощи всерьёз. Тогда девушка решает отправиться в дом напротив и разобраться самостоятельно.

## В ролях
- Лорен Хаттон — Ли Майклз
- Дэвид Бирни — Пол Уинклесс
- Эдриенн Барбо — Софи
- Чарльз Сайферс — Гари Хант
- Грейнджер Хайнс — Стив

## Производство
Среди поклонников фильм часто упоминается как «потерянный фильм Карпентера» из-за его дефицитности на домашнем видео в течение многих лет. Первоначально он назывался «Многоэтажка» (High Rise). Карпентер был нанят студией Warner Bros в 1976 году для написания художественного сценария, основанного на реальной истории о женщине из Чикаго. Три месяца он работал над сценарием, а восемь месяцев спустя компания связалась с ним, сказав, что хочет сделать фильм телевизионным.
«Я думал, что это действительно очень хорошая идея. Итак, у меня был первый опыт работы с телевидением. И мой первый опыт союза. Благодаря этому я попал в Гильдию режиссёров. Я действительно хорошо провёл время, должен тебе сказать. Я встретил свою жену», — рассказал Карпентер. Фильм был снят за восемнадцать дней.
Карпентер впервые работал с Эдриенн Барбо, на которой и женился в 1979 году, когда снимал фильм. Позже Барбо снялась в его «Тумане» (1980) и сыграла второстепенную роль в «Побеге из Нью-Йорка» (1981).
Фильм номинировался на Премию Эдгара Аллана По в 1979 году в категории «Лучший телефильм или мини-сериал»
Телевизионная станция, на которой работает Ли Майклз, называется KJHC. Последние три буквы являются инициалами автора и режиссёра: Джона Говарда Карпентера.
Карпентер рассказал, что через две недели он начал снимать «Хэллоуин», и многие приёмы для него он придумал изначально для фильма «Кто-то наблюдает за мной». Позже Карпентер сказал, что «очень гордился» фильмом, хотя он не был одной из его самых известных работ.
Персонаж Леоне получил своё имя в честь режиссёра Серджо Леоне, который является одним из любимейших у Карпентера.